# دژ دریایی پتر کبیر

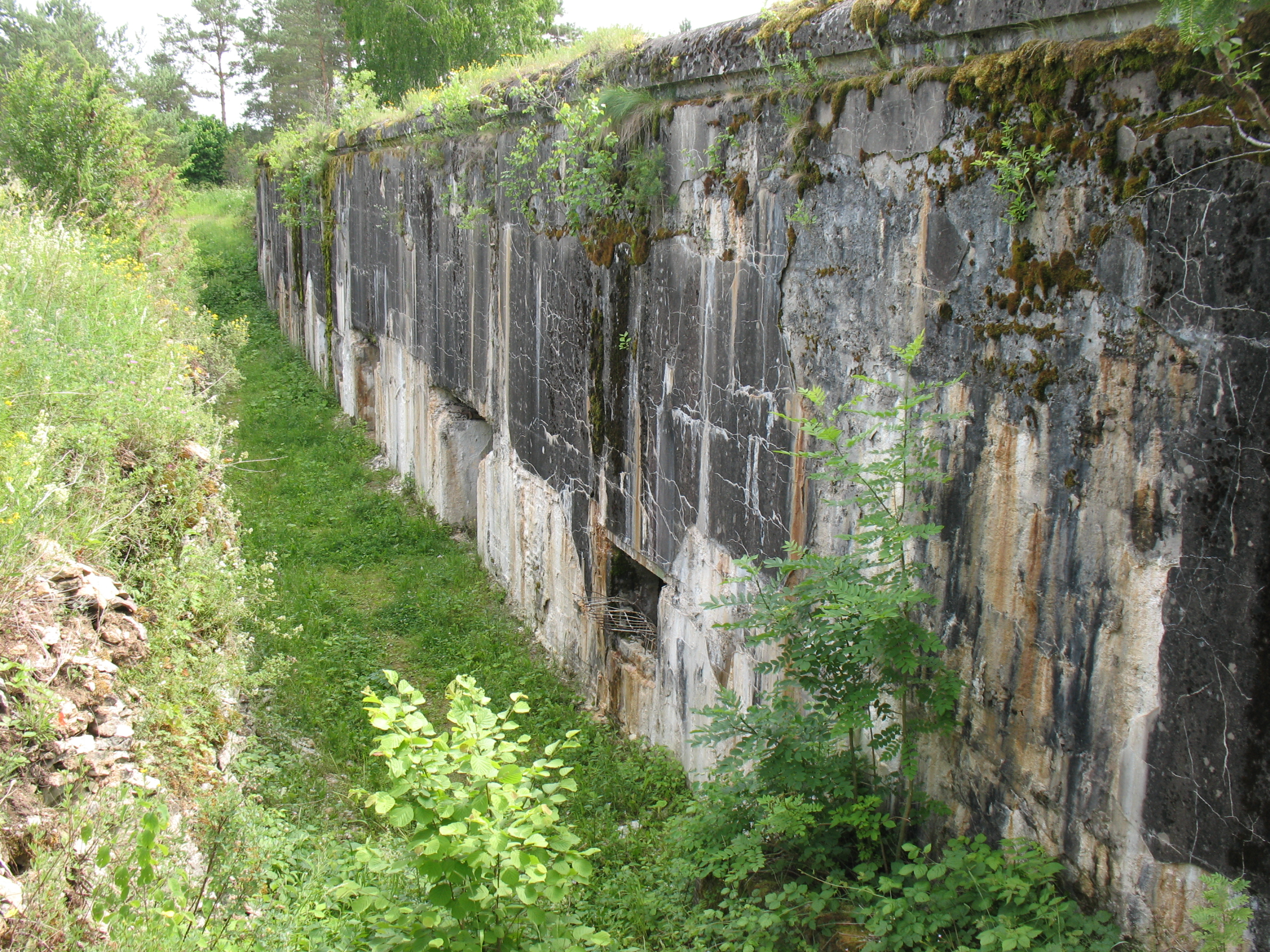
بقایای دژ دریایی پتر کبیر

دژ دریایی پتر کبیر یا ایستگاه دفاعی تالین-پورککالا یک خط استحکامات روسیه بود که هدف آن مسدود کردن دسترسی به پایتخت روسیه سن پترزبورگ از طریق دریا بود. نقشه‌های این قلعه شامل توپخانه‌های سنگین ساحلی در امتداد سواحل شمالی و جنوبی خلیج فنلاند بود. تأکید بر دفاع از باریک‌ترین نقطه خلیج، بین پورکالا، (در فنلاند کنونی) و تالین، (در استونی کنونی) بود. این یک نقطه استراتژیک بود، زیرا دو قلعه مکیلوتو و نیسار تنها ۳۶ کیلومتر از هم فاصله داشتند. توپخانه ساحلی بردی در حدود ۲۵ داشت.

## هدف

دفاع از بالتیک در سال ۱۹۱۷.

تصمیم برای شروع ساخت خط قلعه دریایی پس از حوادث فاجعه بار در نبرد تسوشیما گرفته شد، جایی که کل ناوگان بالتیک روسیه نابود شد. جاده سنت پترزبورگ در آن زمان بدون محافظت و باز بود. سریعترین و ارزانترین راه برای مقابله با این مشکل محافظت از سنت پترزبورگ با یک منطقه به ظاهر غیرقابل نفوذ از توپخانه ساحلی تا زمان ساخت ناوگان جدید بود. این ایده برای اولین بار در سال ۱۹۰۷ ارائه شد. تزار نیکلای دوم این طرح‌ها را در ۵ ژوئیه ۱۹۱۲ تصویب کرد و ساخت و ساز پس از آن آغاز شد.

## خطوط دفاعی
این سیستم شامل چندین منطقه دفاعی بود:
1. درونی‌ترین منطقه شامل قلعه‌های کرونشتات، کراسنایا گورکا و اینو، و قلعه‌های خشکی و ساحلی در نزدیکی ویبورگ بود و در مرحله دوم دوم خلیج ویبری از دور زدن دشمن در خط کرونشتات جلوگیری می‌کرد.
2. خط دوم بین کوتکا و ناروا و به دنبال جزایر بین‌المللی قرار داشت.
3. خط دفاعی سوم و اصلی بین تالین و پورکالا بود.
4. خط چهارم بین هیوما و شبه جزیره هانکو بود.

علاوه بر این، هلسینکی و تالین با خطوط دفاعی در خشکی، متشکل از هزاران کیلومتر راه‌آهن، سنگرهای متصل به سیستم‌های تونل و موقعیت‌های شلیک توپ محاصره شدند. استحکامات اطراف هلسینکی، هاراکا، بر روی قلعه قدیمی سوئومن‌لینا متمرکز بود.
ساخت سیستم دفاعی به دلیل وقوع جنگ جهانی اول کند شد. زمانی که فنلاند و استونی استقلال خود را پس از انقلاب اکتبر روسیه اعلام کردند، دژ دریایی تنها تا حدی به پایان رسید.

## توپ‌های سنگین خط تالین-پورککالا

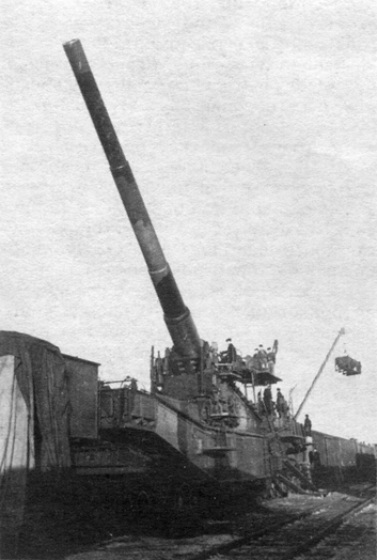
توپ ضدهوایی ۳۵۶ میلی‌متری TM-1-14 در جنگ جهانی دوم

توپ‌های سنگین خط تالین-پورککالا قرار بود از ۳۵۶ قبضه توپ تشکیل شوند اما در زمان انقلاب روسیه در سال ۱۹۱۷، این استحکامات هنوز در دست ساخت بودند و به پایان نرسیدند.

## سرانجام
در دهه ۱۹۳۰، دفاع ساحلی فنلاند و استونی برنامه‌ریزی‌های گسترده‌ای برای استفاده از قلعه‌ها علیه اربابان سابق خود انجام دادند و از دسترسی ناوگان بالتیک شوروی به دریاها جلوگیری کردند. دفاع با مین زمینی و زیردریایی‌های گشت زنی از نیروی دریایی فنلاند و استونی تقویت می‌شود. با این حال، با درخواست شوروی از پایگاه‌های هوایی و دریایی در کشورهای بالتیک در سال ۱۹۳۹، این طرح‌ها باطل شد.
قلعه در پورکالا به همراه تمام ادوات در سال ۱۹۴۴ به اتحاد جماهیر شوروی اجاره داده شد. این قلمرو در سال ۱۹۵۶ به فنلاند بازگردانده شد.